# William Henry Hudson

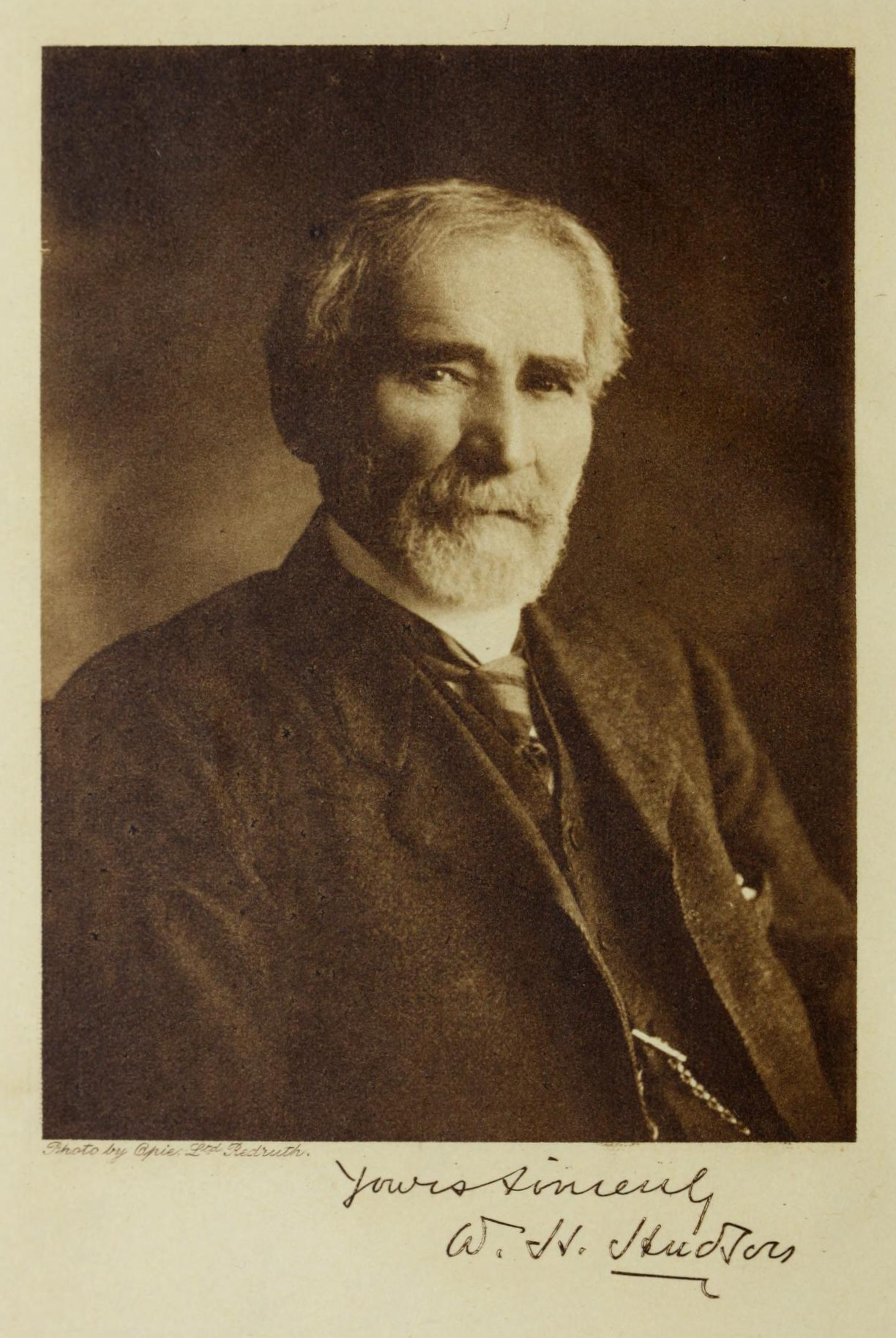
William Henry Hudson 1918

William Henry Hudson, född 4 augusti 1841, död 18 augusti 1922, var en brittisk författare.
Hudson föddes i Argentina, kom 1874 till London och levde i fattigdom tills han 1901 fick statspension. Hudsons främsta arbeten är hans sydamerikanska böcker The purple land (1885), The crystal age (1887), Green mansions (1904) och Far away and long ago. Bland hans böcker om engelska landsbygden märks Afoot in England (1909) och A shepherd's life (1910).

## Svenska översättningar
- I Ombuträdets skugga: berättelser från Argentina (översättning Karin Jensen, Wahlström & Widstrand, 1922)
- Urskogens hemlighet: en vildmarksroman från tropikerna (översättning Senta Centervall, Svenska andelsförlaget, 1923)
- Grönskande boningar: en skildring från tropikernas urskog (Green mansions) (översättning Karin Jensen, Wahlström & Widstrand, 1923)
- Det purpurstänkta landet: en viss Richard Lambs öden och äventyr i La Banda Orientál i Sydamerika, skildrade av honom själv (''The purple land) (översättning Karin Jensen, Wahlström & Widstrand, 1924). Ny uppl. 1944 med titel Det blodröda landet
- I fjärran land för länge sen: historien om mina barndoms- och uppväxtår (Far away and long ago) (översättning Karin Jensen, Wahlström & Widstrand, 1925)
- I fåglarnas rike (Adventures among birds) (översättning Karin Jensen, Wahlström & Widstrand, 1926)
- I fjärran land och för länge sen (översättning Gustav Sandgren, Natur och kultur, 1961)